# Science-Fiction-Jahr 1924
Übersicht

◄◄ | ◄ | 1920 | 1921 | 1922 | 1923 | Science-Fiction-Jahr 1924 | 1925 | 1926 | 1927 | 1928 | ► | ►►

Weitere Ereignisse

## Neuerscheinungen Literatur
| Deutscher Titel          | Deutschsprachiges Erscheinungsjahr | Originaltitel                             | Autor                               | Anmerkungen |
| ------------------------ | ---------------------------------- | ----------------------------------------- | ----------------------------------- | ----------- |
| Berge Meere und Giganten | –                                  | –                                         | Alfred Döblin                       |             |
| Plutonien                | 1953                               | russisch Плутония, transkribiert Plutonia | Wladimir Afanassjewitsch Obrutschew |             |

## Neuerscheinungen Filme
| Deutscher Titel            | Deutschsprachiges Erscheinungsjahr | Originaltitel                         | Regie               | Anmerkungen |
| -------------------------- | ---------------------------------- | ------------------------------------- | ------------------- | --- |
| Aelita – Der Flug zum Mars | 1969                               | russisch Аэлита, transkribiert Aelita | Jakow Protasanow    | Der Film wird als einzigartiges Zeitdokument der sowjetischen Revolutionszeit bewertet und gilt auch aus filmhistorischer Sicht sehr bedeutsam |
| Die Stadt ohne Juden       | –                                  | –                                     | Hans Karl Breslauer | |
| Orlac’s Hände              | –                                  | –                                     | Robert Wiene        | |
| Die Welt ohne Männer       |                                    | The Last Man on Earth                 | John G. Blystone    | |
|                            |                                    | Trip to Mars                          | Dave Fleischer      | |
| Die Unmenschliche          | 2014                               | L’Inhumaine                           | Marcel L’Herbier    | |

## Neuerscheinungen Heftserien
- Im Radio-Club, 1924–1925, 24 Heftromane

## Geboren
- Kōbō Abe († 1993)
- Michael Avallone († 1999)
- Rudolf Braunburg († 1996)
- Ian Cameron, Pseudonym von Donald G. Payne († 2018)
- Louis Charbonneau († 2017)
- David Chippers, Pseudonym von Friedl Cap
- Michael Collins, Pseudonym von Dennis Lynds († 2005)
- Martin Donrath, Pseudonym von Michael Horbach († 1986)
- Sergiu Fărcăşan
- Peter George, Pseudonym von Peter Bryant († 1966)
- Dennis Lynds († 2005)
- Jörg Mauthe († 1986)
- Niels E. Nielsen († 1993)
- Ray Russell († 1999)
- Larry T. Shaw († 1985)
- Roger Lee Vernon († 1980)
- Paolo Volponi († 1994)
- Jerry Yulsman († 1999)

## Gestorben
- Waleri Brjussow (* 1873)
- Paul Busson (* 1873)
- Theodor Hertzka (* 1845)
- Franz Kafka (* 1883)
- Friedrich Otto (* 1877)
- Josef Scheicher (* 1842)